# 赫利米亞濟夫
49°49′30″N 31°50′4″E / 49.82500°N 31.83444°E

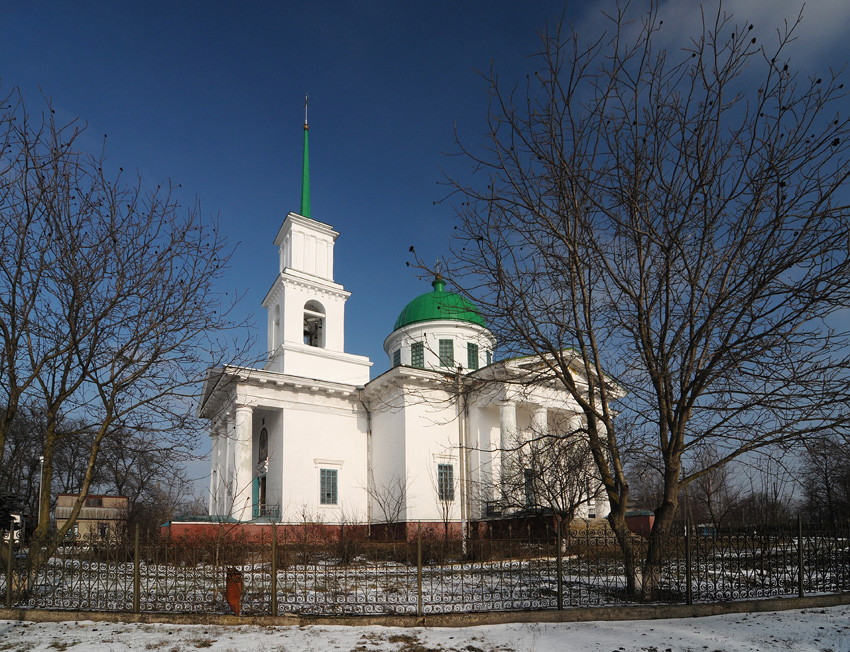
教堂

赫利米亞濟夫（烏克蘭語：Гельмязів）是位於烏克蘭中部的村莊，由切爾卡瑟州佐洛托諾沙區的赫利米亞濟夫市鎮負責管轄，並為該市鎮的行政中心。該村始建於1613年，面積79.7平方公里，海拔高度96米，2010年人口4,779，人口密度每平方公里60人。